# ブキガミ
『ブキガミ』は、タカラトミーアーツとウィルが共同開発した日本のトレーディングカードアーケードゲーム。およびそれに登場する武器召喚士のこと。

## 概要
タカラトミーアーツが開発したチケットタイプのトレーディングカードアーケードゲーム用筐体・プリチケのローンチタイトルとして『プリパラ』と同時に2014年7月10日より稼働を開始した。
プレイヤーは武器召喚士「ブキガミ」として「武器使い」と呼ばれるキャラクターに武器を与えて強大なモンスターとバトルするという内容となっている。
カードには「プリパラ」と同じく2種類のカードがあり、キャラクターや使用武器、討伐したモンスターのイラストや全長が書かれた長いサイズの「ブキガミカード」と戦闘を有利に進めるサポートアイテムとその効果が書かれた小さいサイズの「ボーナスチップ」がある。稀に「ドデカード」と呼ばれる2倍サイズの大きさのレアカードも発行され、ボーナスチップも素材武器のみとなるほか、ドデカードをリーダーとしてスキャンさせ、ドデカードのボーナスチップをスキャンさせると合成が可能となる。
モニターは特殊なアクリル板が取り付けられており、右上と左下が円形状に盛り上がっている。
また、「神ビックリマン」とのコラボも行われており、ゲーム終了時に神ビックリマンのインフォメーションが流れたり、ボーナスチップとして神ビックリマンが登場し、パッケージ裏にはスペシャルボーナスチップのQRコードが書かれている。
2014年11月29日より稼働の「オタカラダッシュ!」より大幅なリニューアルが行われ、ブキガミカードのデザイン変更、ブキガミのバックストーリーが描かれたボーナスチップや身の回りのQRコードをスキャンしてバーコードバトラーのようにモンスターを出現させるモードが実装されたほか、同じ武器使いのカードをスキャンすることも可能となった。また第1弾ではモード選択時に強化素材の合成モードが搭載され、他プレイヤーのカードを助っ人としてスキャンできることも可能となる。第1弾よりランキングや透かしが追加されたほか、武器の強化値が3になると武器使いの髪や目が変化する「本気モード」、武器を限界まで強化させると「限界突破」となり、ステータスも強化される。

## 歴史
- 2014年
  - 7月10日 - 第1弾稼働。
  - 10月15日 - 第2弾稼働。
  - 11月29日 - 「オタカラダッシュ!」第0弾稼働。
- 2015年
  - 1月15日 - 「オタカラダッシュ!」第1弾稼働。
  - 3月14日 - 「オタカラダッシュ!」第2弾稼働。
  - 7月下旬 - 稼働終了。

## 遊び方
- 100円投入後、モード選択が行われ、1人プレイや武器合成などの項目が選択できる。
- 初めてプレイする際もしくはコロコロコミック等の付録や特典のカードをリーダーとしてスキャンする場合は、ブキガミ名（プレイヤー名）の登録が必要となる。初回プレイ時には好きな武器使いを選ぶと「グランドソード」と呼ばれる剣を装備した状態でバトルに挑む。
- ブキガミカードを最大3枚スキャンする。スキャン用のQRコードは右上に記載されているため、斜め向きにスキャンするが、キャンペーンで配布されるQRコードはスキャン部分の上部にある外部カメラを使ってスキャンする必要がある。同じ武器使いのカードは第2弾まではスキャンできなかったが、「オタカラダッシュ!」より可能となった。
- 助っ人が出現し、他プレイヤーが使用している武器使い以外の中からランダムで選ばれる。「オタカラダッシュ!」第1弾より友情スキャンとして他プレイヤーおよび自プレイヤーのカードをスキャンすることも可能となった。
- ボーナスチップをスキャンする。ボーナスチップは1枚しかスキャンできない。
- クエストを選択し、討伐したいモンスターを選ぶ。スキャンする武器ランクの合計によって出現するモンスターが異なる。稀に緊急クエストが発生することがあり、特定の武器をリーダーにすると発生することもある。「オタカラダッシュ!」より『QRコードなんでもスキャンモード』が搭載され、選択後に外部カメラでお菓子や玩具などのパッケージにある身の回りのQRコードをスキャンさせるとクエストが発生する。コードクエストは100種類あり、コードによって発生するクエストが異なる。
- 戦闘が開始される。制限時間は基本的に60秒。
- 攻撃するモンスターの部位を選択する。カードに表示されたモンスターの弱点となる肉質にダメージを与えると大ダメージや部位破壊ができ、モンスターの攻撃力や防御力をダウンさせることができる。カーソルは自動的に移動し、カーソルに上手く重なって赤ボタンを押すと大ダメージを与えられる。武器によってカーソルの動きが異なり、剣の場合は時計回りの菱型に、槍は上向きの縦方向に、ハンマーは時計回りの円形型に、ナックルは縮小していくターゲット上手く合わせると「JUST STOP」となり、もう一度同じ方法で攻撃するとスロットがパワーアップし、銃の場合は照準のような画面となりゆっくりと移動し、青ボタンを押すと攻撃する部位の切り替えができる。
- 赤ボタンを連打して攻撃をパワーアップし、その後スロットが発動、スロットの結果によってモンスターに与えるダメージが異なる。
- 自軍の武器使いが一定時間操作がなかった場合はモンスターからの攻撃となり、その場合の動作はモンスターへの攻撃時と同様で、攻撃をガードする。稀に回避のコマンドが出現することがある。
- モンスターのHPが半分以下になると暴走状態になり、攻撃を2回受けるが、2回目は連打でのカウンター攻撃で跳ね返すことができる。稀に狂乱状態となる場合もある。
- 画面右下の必殺技ゲージが溜まると必殺技コマンドが表示され、正しい順番にボタンを押すと、リーダーの必殺技が発動できる。赤ボタンを連打、もしくはタイミングよくボタンを押すとダメージが変わる。パターンは武器によって異なる。なお、先にリーダーが倒された場合はたとえ必殺技ゲージが溜まってもリーダー以外の武器使いは必殺技が使えない。一部の得意武器を持たせると連打攻撃がパワーアップする。
- 戦闘後、ステータスの強化用素材の選択が行われ、使いたい素材を選択する。
- 指定された回数分強化すると武器が進化する。任意で進化しないことも可能。さらに「オタカラダッシュ!」1弾より、武器の強化が+3になると、その武器を使う武器使いが本気モードになり、髪や目が変化したり、スロットの目が強くなったりする。
- 合成用の武器がある、もしくは素材のボーナスチップをスキャンさせている場合は、その武器の合体が可能となる。合成のベースとなる武器はリーダーである必要があるため、注意が必要となる。初回プレイ時には剣、銃、ハンマー、槍の中から一つだけ合成できる。
- 宝箱マークが表示された特定の部分を攻撃することでレア武器が入った宝箱を落とすことがあり、任意で武器を持ち替えることも可能。武器のレア度は宝箱の色によって異なり、銅の宝箱はランク2以下、銀の宝箱はランク3、金の宝箱はランク4以上の武器が出現する。
- カード生成（発行）を行う。最大3枚生成可能で、次のカードが欲しい場合は選択した後に100円を追加投入する。モンスターを撃破すると「撃破」の透かしが、スコアがSS以上になると「高得点」、最速でクエストをクリアすると「速攻」の透かしがカードに刻まれる。ドデカードが排出されると「ドデカード大当たり!」の文字が画面上に現れる。
- 3枚カードを生成させる、もしくは「やめる」を選ぶと「神ビックリマン」の宣伝画像が表示される。

## 用語
ブキガミ
武器召喚士。プレイヤーはブキガミとして武器使いに武器を与えるという設定となっている。
武器使い
モンスターと戦う者。ブキガミから武器を与えることでモンスターと戦うことが出来る。
モンスター
邪悪な意思が加わったことで異形な姿になってしまった武器の成れ果て。プレイヤーのスキャンした武器の合計ランクによって出てくるモンスターのランク(難しさ)が変わる。
ブキガミカード
第1弾および第2弾に登場。カードにはブキガミ名・武器の名前や武器のランク・弱点となるモンスターの肉質・武器を所持している武器使いや戦ったモンスターのイラスト・モンスターの全長がデザインされている。
ゲキ写カード
「オタカラダッシュ!」よりブキガミカードに代わって登場。武器を持っている武器使いのポーズがデザインされており、プレイする毎に変わる。得意武器を持っている武器使いの場合は特有のポーズをすることもある。また、キャラカラーやヘアカラーなどのボーナスチップの効果で髪や服の色が変わった場合でもデザインが反映される。
ナビバット
「オタカラダッシュ!」より登場。ゲキ写カードの左下に描かれており、ブキガミ名によって種類が異なる。ブキガミ名が違ってでも、ナビバットが同じ場合はスキャンが可能となる。
ボーナスチップ
さまざまな効果を発揮する小さなカード。緊急クエストでモンスターを倒すと合成用素材のボーナスチップが手に入る。
ストーリーボーナスチップ
「オタカラダッシュ!」より登場し、稀に入手できる。武器使いの秘められた物語が描かれており、スキャンすると次のエピソードのストーリーボーナスチップが手に入る。緊急クエストをクリアした場合は合成用素材のボーナスチップが優先的に排出される。
ドデカード
通常のカードよりも2倍の大きさのカードで、レアカードに相当。スキャンするとスロットが全て高ダメージとなり、ドデカボーナスチップをスキャンすると裏ドデカレジェンドとの合成も可能となる。
ドデカレジェンド
ブキガミの世界に存在する7本の伝説の武器。ドデカレジェンドのカードをスキャンさせると、ギア付きのモンスターとバトルできる。
裏ドデカレジェンド
ドデカレジェンドと対をなす悪しき伝説の武器。

## 武器および弱点となる肉質
剣
肉質は「肉」。
銃
肉質は「コア」と「装甲」。
ハンマー
肉質は「装甲」。
槍
肉質は「コア」。

## 登場キャラクター
ミニバット
声 - 平田真菜
「ブキガミ」のナビゲーター的存在の、バット族のモンスター。
主にゲーム画面の右上・左下に現れる。
ブキガミ公式Twitterではブキガミの最新情報などのつぶやきも担当している。
大きさはスイカの大きさで、ナス呼ばわりされると怒る。

### 武器使い
※ブキガミ公式サイト「ブキガミとは？（武器使い）」より引用
アオ
声 - 木村良平
年齢：14歳　身長：160cm　誕生日：7月10日 得意武器：剣
『全て、叩き潰す！』
幼い時に「モンスター」に襲撃され、生まれ育った故郷を失った少年。
「二度と同じ悲劇は繰り返させない。」
強い意志を胸に、武器使いを目指すことを決意する。
モモ
声 - 小林ゆう
年齢：13歳　身長：155cm　誕生日：3月3日 得意武器：銃
『また誰かを救えたのかな…』
かつて多くの人々を救った武器使いの母を追い、自らも武器使いになる道を選んだ少女。
助けを求める声がある限り、彼女の戦いが終わることはない。
ミドウ
声 - 白熊寛嗣
年齢：26歳　身長:190cm　誕生日:5月4日 得意武器：ハンマー
『何故、戦う？』
モンスターが出現する以前、その身を戦場に置いた元軍人。
戦うことの無意味さを感じながら、手にした力を活かす場所を求め、旅を続ける。
キノマル
声 - 平田真菜
年齢：10歳　身長:133cm　誕生日:5月5日 得意武器：剣
『父上を…超える！』
伝説と言われた父の意志を受け継ぎ、修行の旅に出た少年忍者。
忍術を磨きをかけ、父を越える力を得、村に凱旋する日を夢見る。
ユリカ
声 - 行成とあ
年齢：17歳　身長:159cm　誕生日:7月20日 得意武器：ハンマー
『楽しそうじゃないか！』
どれだけ重いイカリでも、彼女を繋ぎとめることは不可能。
レアなお宝目を指して、今日も武器集めに奔走する。
シデン
声 - 内山昂輝
年齢：19歳　身長:178cm　誕生日:12月27日 得意武器：剣
『鎧袖一触、一刀両断。道を塞ぐものは― 斬る。』
遥か遠い東国から来た男であり、見慣れぬ姿に聞きなれぬ言葉を使う。
心に持つは曇りなき刃を持ち、新たな地で武器を操る腕を磨く。
エイム
声 - 高橋圭一
年齢：22歳　身長:184cm　誕生日:1月6日 得意武器：銃
『これがお前の運命だよっ！』
発する言葉は皮肉交じりであり、ひねくれているが腕は確かな仕事人。
今日も生死をかけた博打を続ける。
コハチ
声 - 行成とあ
年齢：10歳　身長:135cm　誕生日:8月8日 得意武器：剣
『おれが！ぜったい！だれよりも！つよいんだ！！（ズビッ)』
「魔王」の血を受け継いでいる（と思い込んでいる）蜂人（はちんちゅ）の子。
「自分は強い」と言い聞かせるが、理想と現実の狭間で悩む。
真の強さを手に入れるべく、今日も鼻水を垂らして鍛錬に勤しむ。
バトン
3DS版限定キャラクター
声 - 平田真菜
年齢：14歳（人間換算）　身長:162cm　誕生日:10月31日 得意武器：剣
『オレ様がやってやるゼ！』
かの有名な（？）バット族の若者。
訳あって、人間の姿で武器集め。
その訳は記憶喪失で忘れている。
セキ
声 - 小林ゆう
年齢：14歳 身長：163cm 誕生日：1月3日 得意武器：槍
『強く…強くならなければ！もっと…強く!!』
少年剣士。目標は―誰よりも早く、誰よりも強くなること。
焦りにも似た感情を抱きながら、最強の武器使いへの道をひた走る。
カズマ
声 - 荘司勝也
年齢：18歳 身長：189cm 誕生日：1月1日 得意武器：槍
『しきたりとか伝統とか…しゃらくせぇ。』
一族を縛る形骸化した伝統を嫌い、「不良」の烙印を押された烏天狗の青年。
その実、誰よりも一族の行く末を憂い、次代への文化継承の術を探るべく、外の世界へと繰り出す。
コウガ
声 - 豊永利行
年齢：13歳 身長：165cm 誕生日：1月15日 得意武器：ナックル
『とっておきを見せてやる！』
己の拳を信じ修練を積んだ少年。更なる強さを求め、伝説の武器を守るモンスターを探す旅に出る。
そこに待ち受けるのは、圧倒的な力を持つ「飛龍族」であった。
アイガ
声 - 豊永利行
年齢：13歳 身長：165cm 誕生日：1月15日 得意武器：ナックル
『その身と心に刻め！』
コウガの兄。共に修行に励んでいた双子の弟が旅に出たため、残されていた置手紙を握りしめ決意を固める。
あてもなく彷徨っているであろう弟の身を案じ、旅に出る。

## ニンテンドー3DS版
ニンテンドー3DSダウンロードソフトとして2014年7月30日にニンテンドーeショップで配信開始。基本プレイ料金は無料で、課金システムを採用している。3DS版オリジナルキャラクターのバトンが登場し、武器は剣でのプレイとなり、追加パックを購入することでハンマーや槍でのプレイも可能となる。
基本的な操作はタッチペンのみで、光ったターゲットに合わせてタイミングよくタッチペンをスライドしてモンスターを攻撃し、撃破するとガチャに必要なメダルを獲得できる。動作がない、もしくは間違ったターゲットを攻撃してしまうと体力が減る。スタミナは3個あり、バトル中にクエストを中断、もしくは敗北した場合はスタミナが1つ減っていき、スタミナが無くなるとゲームがプレイできなくなる。3DS本体のゲームコインを消費することでスタミナが回復する。スタミナの上限は追加パックの購入で一つ増えていく。
プレイヤーは3DS版オリジナルの武器を所持した状態でプレイし、アーケード版に登場する武器はゲーム内のガチャの武器として登場し、武器のインストール（一時的なステータス強化）用の素材として使用され、使用後は消滅する。条件を満たすとアーケード版との連動用のQRコードが入手でき、3DS版オリジナル武器を入手できる緊急クエストを発生させるボーナスチップ用のコードも入手できる。ニンテンドーeショップの残高を使って追加パックを購入することで新しいクエストや武器が登場する。
2015年1月より「ブキガミ オタカラダッシュ!」としてリニューアルし、バットガチャで入手した武器データのコードをアーケード版でスキャンさせると、装備させたい武器使いを選択できる。また、クエスト開始時に「オタカラダッシュクエスト」が発生することがあり、4つの部位破壊とクエストを成功させると武器データが入手できる。
アーケード版の稼働終了に合わせてこちらも2015年9月1日13：00頃に配信終了。